# 2018 au Nunavut
Chronologie du Nunavut
- 2014
- 2015
- 2016
- 2017
- 2018
- 2019
- 2020
- 2021
- 2022

Cette page concerne des événements d'actualité qui se sont produits durant l'année 2018 dans la province canadienne du Nunavut.

## Politique
- Premier ministre : Paul Quassa puis Joe Savikataaq
- Commissaire : Nellie Kusugak
- Législature : 5e (en)